# Ed Tourriol
 (novembre 2018).
Si vous disposez d'ouvrages ou d'articles de référence ou si vous connaissez des sites web de qualité traitant du thème abordé ici, merci de compléter l'article en donnant les références utiles à sa vérifiabilité et en les liant à la section « Notes et références ».
Edmond Tourriol est un traducteur de comics et scénariste de bande dessinée français né le 15 janvier 1974 à Talence en Gironde (France). Il opère au sein du studio Makma.

## Biographie
Diplômé en communication, Edmond Tourriol s'est consacré à l'univers de la bande dessinée et des comics de super-héros à travers Marvel et DC Comics.
Pendant ses études en communication à Bordeaux, il a élaboré le fanzine W.O.L.F., un magazine consacré au heavy metal. Cette expérience lui permet d'apprendre à diriger une équipe et à créer une mise en page. À la suite de la création de ce magazine, il a fondé le studio associatif « Climax Comics » en 1998 avec son associé de l'époque, Olivier Dejeufosse. Au sein de ce collectif, il publie une vingtaine de fanzines et écrit plusieurs épisodes de ses séries Reflex et Zéro Force. Ce travail lui a permis d'acquérir ses premières notions en gestion de projet de bande dessinée et en lettrage. En 2001, en collaboration avec Stephan Boschat, il lance une société de communication : la SARL Clark System Innovation. C'est cette même année qu'il devient traducteur de comics américains pour les éditions Semic. Il intervient sur des centaines de comic books dont Superman, Batman, Teen Titans, Invincible, Walking Dead. Edmond Tourriol est répertorié comme traducteur professionnel au sein de la Maison de la Traduction en Nouvelle Aquitaine.
En 2003, le studio Makma est fondé ; il rassemble une trentaine d'artistes. Ceux-ci travaillent comme prestataires pour des éditeurs des deux côtés de l'Atlantique. En 2004, avec Nicolas Duverneuil, il lance le site Superpouvoir.com.
En plus d'être traducteur, il est aussi scénariste de bande dessinée. Aussi, Edmond Tourriol reprend sa carrière de scénariste. Sur les dessins d'Eckyo, il écrit une série manga, Zeitnot, qui parait chez les Humanoïdes Associés. Avec Stephan Boschat, il co-écrit le scénario de Mixman, un super-héros dessiné par Sid, publié par Milan Presse. Fin 2007, il écrit l'adaptation en comic book du jeu en ligne Urban Rivals sur des dessins de Samuel Ménétrier et des couleurs de Fred Vigneau, tous affiliés au studio Makma. En janvier 2011, Tourriol publie aux éditions Kantik le premier tome de la série Urban Rivals, dessiné par Rocio Zucchi avec qui il a précédemment collaboré sur Code Néon dans le magazine Shogun.
Il a également co-scénarisé, avec Dan Fernandes, la série humoristique Banc de Touche, dont les deux premiers volumes (La Bande à Raymond et Le Grand Fiasco) s'inspirent des déboires de l'équipe de France de football. La série est pré-publiée dans le journal L'Équipe.
Depuis 2013, il publie avec  Dan Fernandes, Albert Carreres et Ben KG, une autre série d'humour centrée sur le football, Zlatan Style. À cette liste s'ajoute également Le Réveil des Bleus, Neymar Style ainsi que deux mangas : Paris Saint-Germain Infinity et L'Équipe Z.
Sa spécialisation dans les ouvrages de football lui a valu deux sélections en « équipe de France de football des écrivains ».

### Scénariste
- Zeitnot, 2007, éditions Shogun (Humanos).  (ISBN 978-2731620535)
- Mix-Man, 2007, Milan Presse.
- Urban Rivals, 2008, éditions Foolstrip  (ISBN 978-2917713013)
- Banc de touche, de 2010 à 2011, éditions Kantik
  - Vol. 1 : La Bande à Raymond, 2010.  (ISBN 978-2357080195)
  - Vol. 2 : Le Grand Fiasco, 2010.  (ISBN 978-2357080270)
  - Vol. 3 : Spécial O.M., 2011.  (ISBN 978-2357080430)
- Morsures, 2011, éditions Kantik.  (ISBN 978-2357080379)
- La France de tout en bas, 2011, éditions Bac@BD  (ISBN 978-2953405897)
- Zlatan Style, 2013, éditions HugoBD
  - Vol. 1 : 2013.  (ISBN 978-2-7556-1210-3)
  - Vol. 2 : Zlatan contre le monde, 2014.  (ISBN 978-2-7556-1511-1)
  - Vol. 3 : Pays de merde, 2015.  (ISBN 978-2755618457)
- Urban Rivals, 2014, éditions Kantik
  - Vol. 1 : Rien ne va plus, 2011.  (ISBN 978-2357080249)
- La Brigade des inventifs, 2016, éditions Kotoji  (ISBN 979-1092066234)
- Le Réveil des Bleus, 2016, éditions Hugo BD.  (ISBN 978-2755623987)
- Paris Saint-Germain Infinity, depuis 2016, éditions Soleil
  - Vol. 1 : 2016.  (ISBN 978-2302053823)
  - Vol. 2 : 2017.  (ISBN 978-2302063891)
- L’Équipe Z, depuis 2016, éditions Kotoji
  - Vol. 1 : 2016.  (ISBN 979-1092066265)
  - Vol. 2 : 2017.  (ISBN 979-1092066388)

### Traducteur
- Chris Claremont, Louise Simonson : X-Men : Inferno, éditions Panini Comics, 2019  (ISBN 978-2-8094-7496-1)
- Gary Frank, Geoff Johns: Shazam, éditions Urban Comics, 2019  (ISBN 979-1026819516)
- Andrew Robinson, Sebastian Girner : Shirtless Bear Fighter, HiComics, 2018  (ISBN 978-2378870829)
- Collectif, Robert Venditti : Green Lantern Rebirth, éditions Urban Comics, 2018-2019
  - Vol. 1 : La loi de Sinestro, 2018.  (ISBN 979-1026813408)
  - Vol. 2 : Ennemis rapprochés, 2018.  (ISBN 979-1-02-681337-8)
  - Vol. 3 : Le Prisme temporel, 2018.  (ISBN 979-1-02-681381-1)
  - Vol. 4 : Fracture, 2019.  (ISBN 979-1-02-681578-5)
- Dan Abnett, Aquaman Rebirth, éditions Urban Comics, 2018
  - Vol. 1 : Inondation, 2018.  (ISBN 979-1-02-681263-0)
  - Vol. 2 : Le Déluge, 2018.  (ISBN 979-1-02-681342-2)
- Johns Geoff, DC Univers Rebirth : Le Badge, éditions Urban Comics, 2018  (ISBN 979-1-02-681375-0)
- Tim Seeley, Scott Snyder et al : Batman Metal, éditions Urban Comics, 2018
  - Vol. 1 : La Forge, 2018.  (ISBN 979-1-02-681378-1)
  - Vol. 2 : Les Chevaliers noirs, 2018.  (ISBN 979-1-02-681387-3)
  - Vol. 3 : Matière hurlante, 2018.  (ISBN 979-1-02-682410-7)
- Tim Seeley, Justice League vs. Suicide Squad, éditions Urban Comics, 2018  (ISBN 979-1-02-681374-3)
- Stan Lee, Jack Kirby et al : Je suis Black Panther, Panini Comics, 2018  (ISBN 978-2809468601)
- Stan Lee, Larry Lieber et al : Je suis Thor, Panini Comics, Marvel France, 2017  (ISBN 978-2809465808)
- Geoff Jhons, Geoff Johns présente Flash, éditions Urban Comics, 2017-2018
  - Vol. 1 : Sang à l’heure, 2017.  (ISBN 979-1-02-681087-2)
- Brian Azzarello, Batman : Cité brisée et autres histoires…, éditions Urban Comics, 2017
  - Vol. 1 : 2017.  (ISBN 978-2-365-77896-1)
- Rucka, Greg Giffen, Keith Waid et al : 52, éditions Urban Comics, 2017-
  - Vol. 1 : 2017.  (ISBN 979-1-02-681149-7)
  - Vol. 2 : 2018.  (ISBN 979-1-02-681396-5)
  - Vol. 3 : 2018.  (ISBN 979-1-02-681397-2)
  - Vol. 4 : 2018.  (ISBN 9791026813989)
- Hajime Isayama, L’Attaque des Titans – Anthologie, éditions Pika, 2017  (ISBN 978-2811639211)
- Collectif : Geoff Johns présente Green Lantern, Intégrale Tome 3, éditions Urban Comics, 2017  (ISBN 979-1026812043)
- Daniel Henriques, Collectif, Bryan Hitch : Justice League Rebirth, éditions Urban Comics, 2017-2019
  - Vol. 1 : Les Machines du chaos, 2017.  (ISBN 979-1-02-681122-0)
  - Vol.2 : État de terreur, 2017.  (ISBN 979-1026811930)
  - Vol. 3 : Intemporel, 2018.  (ISBN 979-1-02-681352-1)
  - Vol. 4 : Interminable, 2018.  (ISBN 979-1-02-681341-5)
  - Vol.5 : Héritage, 2018.  (ISBN 979-1026813866)
  - Vol. 6 : Le Procès de la Ligue de justice, 2019.  (ISBN 9791026816119)
- Dan Abnett, Justice League – Récit Complet (DC Presse), éditions Urban Comics, 2017-2019
  - Vol. 1 : Le Retour des Titans, 2017.  (ISBN 979-1-02-681131-2)
  - Vol. 2 : Green Lanterns : Planète enragée, 2017.  (ISBN 979-1-02-681234-0)
  - Vol. 3 : Aquaman : Inondation, 2017.  (ISBN 979-1-02-681245-6)
  - Vol. 4 : Green Lantern : l’Attaque du Phantom Lantern, 2017.  (ISBN 979-1-02-681242-5)
  - Vol. 5 : Titans : Bienvenue à Manhattan, 2018.  (ISBN 979-1-02-681422-1)
  - Vol. 6 : Green Lantern : Maîtres de la peur, 2018.  (ISBN 979-1-02-681453-5)
  - Vol. 8 : Green Lantern : Perdus dans l’espace, 2018.  (ISBN 979-1-02-681473-3)
- Geoff Johns, HS1 : DC Univers Rebirth, 2017.  (ISBN 979-1-02-681253-1)
- Tony Bedard, HS2 : Justice League : Acsension, 2017.  (ISBN 979-1-02-681266-1)
- Suicide Squad Rebirth (DC Presse), éditions Urban Comics, 2017-2018
  - Benjamin Percy : Vol.11 : 2018.  (ISBN 979-1-02-681481-8)
- Marvel Comics : Le meilleur des Super-Héros, éditions Hachette, 2016-2019
  - Stan Lee : Vol. 17 : Le Faucon, 2016
  - Steve Englehart : Vol. 31 : Le Fauve, 2017
- Van Jensen, Justice League Univers, éditions Urban Comics, 2016-2017
  - Vol. 1 : Numéro 1, 2016.  (ISBN 978-2-365-77951-7)
  - Vol. 2 : Numéro 2, 2016.  (ISBN 978-2-365-77959-3)
  - Vol. 3 : Numéro 3, 2016.  (ISBN 978-2-365-77963-0)
  - Vol. 4 : Numéro 4, 2016.  (ISBN 978-2-365-77967-8)
  - Vol. 5 : Numéro 5, 2016.  (ISBN 979-1-02-681031-5)
  - Vol. 6 : Numéro 6, 2016.  (ISBN 979-1-02-681021-6)
  - Vol. 7 : Numéro 7, 2016.  (ISBN 979-1-02-681041-4)
  - Vol. 8 : Numéro 8, 2016.  (ISBN 979-1-02-681048-3)
  - Vol. 9 : Numéro 9, 2016.  (ISBN 979-1-02-681054-4)
  - Vol. 10 : Numéro 10, 2016.  (ISBN 979-1-02-681051-3)
  - Vol. 11 : Numéro 11, 2017.  (ISBN 979-1-02-681208-1)
  - Vol. 12 : Numéro 12, 2017.  (ISBN 979-1-02-681176-3)
  - Vol. 13 : Numéro 13, 2017.  (ISBN 979-1-02-681219-7)
- Robert Venditti, HS03 : Green Lantern, 2016.  (ISBN 979-1-02-681056-8)
- Robert Venditti, HS04 : Green Lantern, 2017.  (ISBN 979-1-02-681209-8)
- John Byrne, Greg Potter : Wonder Woman Anthologie, éditions Urban Comics, 2016  (ISBN 978-2-365-77851-0)
- Brian Azzarello, Jeff Lemire, Dan Jurgens, Keith Giffen : Futures end, éditions Urban comics, 2015-2016
  - Vol. 1 : 2015.  (ISBN 978-2-365-77645-5)
  - Vol. 2 : 2015.  (ISBN 978-2-365-77677-6)
- FCBD : Futures End #0, 2015.
- James Robinson : Earth-2, éditions Urban comics, 2015-2016
  - Vol. 1 : Rassemblement, 2015.  (ISBN 978-2-365-77761-2)
  - Vol. 2 : Secrets et Origines, 2015.  (ISBN 978-2-365-77770-4)
- Mark Miller, Flash Anthologie, éditions Urban Comics, 2015
  - Vol. : 75 années d’aventures à la vitesse de l’éclair, 2015.  (ISBN 978-2-365-77621-9)
- Dave Gibbons, Gail Simone : Infinite Crisis, éditions Urban comics, 2014-2016
  - Vol. 1 : Le Projet O.M.A.C, 2014.  (ISBN 978-2-365-77508-3)
  - Vol. 2 : Unis pour le pire, 2015.  (ISBN 978-2-365-77509-0)
  - Vol. 3 : Jour de vengeance, 2015.  (ISBN 978-2-365-77510-6)
  - Vol. 4 : Les Survivants, 2015.  (ISBN 978-2-365-77511-3)
  - Vol. 5 : Crise infinie, 2016.  (ISBN 978-2-365-77512-0)
- Robert Kirkman, E.J. Su : Tech Jacket, éditions Delcourt
  - Vol. 1 : Un garçon venu de la Terre, 2014
  - Vol. 2 : Décollage, 2015.  (ISBN 978-2-7560-6986-9)
  - Vol. 3 : Si près du ciel, 2016.  (ISBN 978-2-7560-8098-7)
- Free Comic Book Day 2014
  - Brian Reed, Spider-Man : 2014
  - Ed Brubaker, Velvet : 2014
- Brian Buccellato, Forever Evil, éditions Urban Comics, 2014
  - Vol. 1 : 2014.  (ISBN 978-2-365-77496-3)
  - Vol. 2 : 2014.  (ISBN 978-2-365-77497-0)
  - Vol. 3 : 2014.  (ISBN 978-2-365-77499-4)
  - Vol. 4 : 2014.  (ISBN 978-2-365-77500-7)
  - Vol. 5 : 2014.  (ISBN 978-2-365-77501-4)
  - Vol. 6 : 2014.  (ISBN 978-2-365-77502-1)
  - Vol. 7 : 2014.  (ISBN 978-2-365-77503-8)
- Bill Mantlo : Spider-Man Team-up. L'intégrale 1976-1977, Panini comics, 2014  (ISBN 978-2-8094-3783-6)
- Darwyn Cooke : Before Watchmen, co-trad. Doug Headline, Urban comics, 2014-
  - INT1 : Minutemen, 2014.  (ISBN 978-2-365-77343-0)
  - INT2 : Compagnon, 2014.  (ISBN 978-2-365-77341-6)
  - INT3 : Rorschach, 2014.  (ISBN 978-2-365-77345-4)
  - INT4 : Spectre soyeux, 2014.  (ISBN 978-2-365-77346-1)
  - INT5 : Ozymandias, 2014.  (ISBN 978-2-365-77344-7)
  - INT6 : Le Hibou, 2014.  (ISBN 978-2-365-77342-3)
  - INT7 : Le Comédien, 2014.  (ISBN 978-2-365-77340-9)
  - INT8 : Dr Manhattan, 2014.  (ISBN 978-2-365-77394-2)
- Marvel Comics – La collection, éditions Hachette, 2014-2019
  - Stan Lee : Vol. 79I : Thor – Les Légendes D’Asgard, 2017
  - Roy Thomas : Vol. 92XIX : Hulk – Au cœur de l’atome, 2017
  - Archie Goodwin : Vol. 106XV : L’Invincible Iron Man – Le Début de la Fin, 2018
- Superman Saga, éditions Urban Comics, 2014-2016
  - Tony Bedard : HS02 : Supergirl rejoint les Red Lantern, 2015.  (ISBN 978-2-365-77613-4)
  - Charles Soule : HS03: Supergirl au sein des Red Lantern, 2015.  (ISBN 978-2-365-77759-9)
- Stan Lee, John Buscema : Fantastic Four, l'intégrale, éditions Panini comics
  - Vol. 11 : 1972, 2013.  (ISBN 978-2-8094-3090-5)
- Roger Langridge, Chris Samnee : Thor. The Mighty Avenger, éditions Panini comics, 2013  (ISBN 978-2809434309)
- Stan Lee, Jack Kirby : Thor, l'intégrale, éditions Panini comics
  - Vol. 6 : Intégrale 1964, 2013.  (ISBN 978-2-8094-3082-0)
  - Vol. 8 : Intégrale 1966, 2015.  (ISBN 978-2-8094-5060-6)
- Neal Adams, Christos N. Gage : X-Men : first X-Men, éditions Panini comics, 2013  (ISBN 978-2809431704)
- Daniel Wallace : Man of Steel. Dans l'univers légendaire de Superman, éditions Huginn & Muninn, 2013  (ISBN 978-2364801004)
- Larry Hama : Wolverine l'intégrale, éditions Panini comics, 2013
  - Vol. 5 : 1992, 2013.  (ISBN 978-2-8094-3070-7)
- Dan Jurgens : La Mort de Superman, éditions Urban comics, 2013
  - Vol. 1, Un monde sans Superman, 2013.  (ISBN 978-2-365-77286-0)
- Geoff Johns, Peter J. Tomasi : Brightest Day, éditions Urban comics, DC classiques, 2013
  - Vol. 1 : Secondes chances, 2013.  (ISBN 978-2-365-77244-0)
  - Vol. 2 : Destins croisés, 2013.  (ISBN 978-2-365-77267-9)
  - Vol. 3 : Le Retour du héros, 2013.  (ISBN 978-2-365-77278-5)
- Roy Thomas, Harlan Ellison, Neal Adams : The Avengers : l'intégrale, éditions Panini comics, 2013
  - Vol. 8 : 1971, co-trad. Laurence Belingard, 2013.  (ISBN 978-2809429060)
- Geoff Johns : Blackest night, éditions Urban comics, 2013
  - Vol. 1 : Debout les morts, 2013.  (ISBN 978-2-365-77191-7)
  - Vol. 2 : L'Armée des ténèbres, 2013.  (ISBN 978-2-365-77204-4)
- Jeff Lemire, Geoff Johns, Justice League Saga, éditions Urban Comics, 2013-2016
  - Vol. 1 : Numéro 1, 2013.  (ISBN 978-2-365-77322-5)
  - Vol. 2 : Numéro 2, 2013.  (ISBN 978-2-365-77323-2)
  - Vol. 3 : Numéro 3, 2014.  (ISBN 978-2-365-77324-9)
  - Vol. 4 : Numéro 4, 2014.  (ISBN 978-2-365-77325-6)
  - Vol. 5 : Numéro 5, 2014.  (ISBN 978-2-365-77326-3)
  - Vol. 6 : Trinity war : la Guerre des ligues ! – 1re partie, 2014.  (ISBN 978-2-365-77473-4)
  - Vol. 7 : Trinity war : la Guerre des ligues ! – 2e partie, 2014.  (ISBN 978-2-365-77474-1)
  - Vol. 8 : Forever evil : le règne du mal est arrivé !, 2014.  (ISBN 978-2-365-77475-8)
  - Vol. 9 : Forever Evil : le règne du Mal est arrivé !, 2014.  (ISBN 978-2-365-77476-5)
  - Vol. 10 : Forever Evil + l’An zero, 2014.  (ISBN 978-2-365-77477-2)
  - Vol. 11: Forever Evil : le Règne du Mal, 2014.  (ISBN 978-2-365-77478-9)
  - Vol. 12 : Forever Evil : le Règne du Mal, 2014.  (ISBN 978-2-365-77479-6)
  - Vol. 13 : Forever Evil : le Règne du Mal, 2014.  (ISBN 978-2-365-77480-2)
  - Vol. 14 : Forever Evil : le Règne du Mal prend fin !, 2014.  (ISBN 978-2-365-77481-9)
  - Vol. 15 : Numéro 15, 2015.  (ISBN 978-2-365-77603-5)
  - Vol. 17 : Numéro 17, 2015.  (ISBN 978-2-365-77725-4)
  - Vol. 18 : Numéro 18, 2015.  (ISBN 978-2-365-77729-2)
  - Vol. 19 : Numéro 19, 2015.  (ISBN 978-2-365-77732-2)
  - Vol. 20 : Numéro 20, 2015.  (ISBN 978-2-365-77735-3)
  - Vol. 21 : Numéro 21, 2015.  (ISBN 978-2-365-77739-1)
  - Vol. 23 : Numéro 23, 2015.  (ISBN 978-2-365-77745-2)
  - Vol. 24 : Numéro 24, 2015.  (ISBN 978-2-365-77749-0)
  - Vol. 25 : Numéro 25, 2015.  (ISBN 978-2-365-77752-0)
  - Vol. 26 : Numéro 26, 2015.  (ISBN 978-2-365-77755-1)
  - Vol. 27 : Numéro 27, 2016.  (ISBN 978-2-365-77766-7)
- Hartnell Andy, Danger Girl, éditions Glénat, 2013-2014
  - Vol. 1 : Revolver, 2013.  (ISBN 978-2-7234-9218-8)
- Antony Johnston et Wellington Alves : Daredevil, éditions Panini comics, 2013  (ISBN 978-2809428155)
- Geoff Johns, Brian Buccellato : DC Saga, éditions Urban Comics, 2013
  - no 16 : 2013.  (ISBN 978-2365771504)
  - no 17 : 2013.  (ISBN 978-2365771511)
- Justin Jordan, Tradd Moore : Luther Strode, éditions Delcourt, 2012-2017
  - Vol. 1 : Un bien étrange talent, 2012.  (ISBN 978-2-7560-3357-0)
  - Vol. 2 : La légende, 2014.  (ISBN 978-2-7560-5401-8)
  - Vol. 3 : L’Héritage, 2017.  (ISBN 978-2-7560-9323-9)
- Steve Englehart : X-Men l'intégrale, éditions Panini comics, 2012-2013
  - Vol. 23 :1972-1975, 2012.  (ISBN 978-2-8094-2419-5)
  - Vol. 24 :1989 (I), 2013.  (ISBN 978-2-8094-2854-4)
  - Vol. 25 :1989 (II), 2013.  (ISBN 978-2-8094-3091-2)
  - Vol. 36 : 1993 (V), 2019.  (ISBN 978-2-8094-7596-8)
- Paul Jenkins, Fairy Quest, éditions Glénat, 2012-2015
  - Vol. 1 : Les Hors-la-loi, 2012.  (ISBN 978-2-7234-8962-1)
- Robert Rodi et Stephen Segovia : Thor. La saga des déviants, éditions Panini comics, 2012.  (ISBN 978-2809427233)
- Bob Harras : Avengers X-Men : les liens du sang, éditions Panini comics, 2012  (ISBN 978-2809426915)
- Daniel Wallace : Batman. L'encyclopédie, co-trad. Jean-Marc Lainé et Jérôme Vicky, éditions Huginn & Muninn, 2012  (ISBN 978-2-364-80031-1)
- Geoff Johns, Justice League (DC Renaissance), éditions Urban Comics, 2012-2016
  - Vol. 1 : Crise d'identité, 2013.  (ISBN 978-2-365-77175-7)
  - Vol. 2 : L'Odyssée du mal, 2013.  (ISBN 978-2-365-77186-3)
  - Vol. 3 : Le Trône d'Atlantide, 2014.  (ISBN 978-2-365-77359-1)
  - Vol. 4 : La Ligue de justice d'Amérique, 2014.  (ISBN 978-2-365-77360-7)
  - Vol. 5 : La Guerre des ligues, 2014.  (ISBN 978-2-365-77414-7)
  - Vol. 6 : Le Règne du mal - 1re partie, 2014.  (ISBN 978-2-365-77600-4)
  - Vol. 7 : Le Règne du mal - 2e partie, 2015.  (ISBN 978-2-365-77601-1)
  - Vol. 8 : La Ligue d'injustice, 2015.  (ISBN 978-2-365-77667-7)
  - Vol. 9 : La Guerre de Darkseid- 1re partie, 2016.  (ISBN 978-2-365-77878-7)
  - Vol. 10 : La Guerre de Darkseid – 2e partie, 2016.  (ISBN 978-2-365-77916-6)
- Geoff Johns : Geoff Johns présente Green Lantern, éditions Urban comics, 2012-2016
  - Vol. 1 : Sans peur, 2012.  (ISBN 978-2-365-77012-5)
  - Vol. 2 : Les Oubliés, 2012.  (ISBN 978-2-365-77073-6)
  - Vol. 3 : Hal Jordan, mort ou vif, 2013.  (ISBN 978-2-365-77198-6)
  - Vol. 4 : La Guerre de Sinestro, 1re partie, 2014.  (ISBN 978-2365773645)
  - Vol. 5 : La Guerre de Sinestro, 2e partie, 2014.  (ISBN 978-2-365-77365-2)
  - Vol. 0 : Origines secrètes, avril 2015.  (ISBN 978-2-365-77638-7)
  - Vol. 6 : La Rage des Red Lantern, mai 2015.  (ISBN 978-2-365-77416-1)
  - Vol. 7 : Agent orange, février 2016.  (ISBN 978-2-365-77515-1)
- Geoff Reis, Ivan Prado, Aquaman (DC Renaissance), éditions Urban Comics, 2012-2015
  - Vol. 1 : Peur abyssale, 2012.  (ISBN 978-2-365-77072-9)
  - Vol. 2 : L’Autre Ligue, 2013.  (ISBN 978-2-365-77279-2)
  - Vol. 3 : La Mort du roi, 2014.  (ISBN 978-2-365-77354-6)
  - Vol. 4 : Tempête en eau trouble, 2015.  (ISBN 978-2-365-77434-5)
  - Vol. 5 : Maelström, 2015.  (ISBN 978-2-365-77660-8)
- Geoff Johns : Green Lantern Saga, éditions Urban Comics, 2012-2015
  - Vol. 1 : La Naissance des super-héros DC, 2012.  (ISBN 978-2-365-77087-3)
  - Vol. 2 : Numéro 2, 2012.  (ISBN 978-2-365-77088-0)
  - Vol. 3 : Numéro 3, 2012.  (ISBN 978-2-365-77089-7)
  - Vol. 4 : Numéro 4, 2012.  (ISBN 978-2-365-77090-3)
  - Vol. 5 : Numéro 5, 2012.  (ISBN 978-2-365-77091-0)
  - Vol. 6 : Numéro 6, 2012.  (ISBN 978-2-365-77114-6)
  - Vol. 7 : Numéro 7, 2012.  (ISBN 978-2-365-77118-4)
  - Vol. 8 : Numéro 8, 2013.  (ISBN 978-2-365-77115-3)
  - Vol. 9 : Numéro 9, 2013.  (ISBN 978-2-365-77155-9)
  - Vol. 10 : Numéro 10, 2013.  (ISBN 978-2-365-77156-6)
  - Vol. 11 : Numéro 11, 2013.  (ISBN 978-2-365-77157-3)
  - Vol. 12 : Numéro 12, 2013.  (ISBN 978-2-365-77158-0)
  - Vol. 13 : Numéro 13, 2013.  (ISBN 978-2-365-77159-7)
  - Vol. 14 : Numéro 14, 2013.  (ISBN 978-2-365-77160-3)
  - Vol. 15 : Numéro 15, 2013.  (ISBN 978-2-365-77161-0)
  - Vol. 16 : Numéro 16, 2013.  (ISBN 978-2-365-77162-7)
  - Vol. 17 : Numéro 17, 2013.  (ISBN 978-2-365-77163-4)
  - Vol. 18 : La colère du premier Lantern – 1re partie, 2013.  (ISBN 978-2-365-77164-1)
  - Vol. 19 : La colère du premier Lantern – 2e partie, 2013.  (ISBN 978-2-365-77165-8)
  - Vol. 20 : La colère du premier Lantern – 3e partie, 2014.  (ISBN 978-2-365-77166-5)
  - Vol. 21 : Numéro 21, 2014.  (ISBN 978-2-365-77461-1)
  - Vol. 22 : Un nouveau départ pour les Green Lantern !, 2014.  (ISBN 978-2-365-77462-8)
  - Vol. 23 : Numéro 23, 2014.  (ISBN 978-2-365-77463-5)
  - Vol. 24 : Numéro 24, 2014.  (ISBN 978-2-365-77464-2)
  - Vol. 25 : Forever Evil : les Menaces cosmiques !, 2014.  (ISBN 978-2-365-77465-9)
  - Vol. 26 : Une saga complète : extinction !, 2014.  (ISBN 978-2-365-77466-6)
  - Vol. 27 : John Stewart en l’an zéro, 2014.  (ISBN 978-2-365-77467-3)
  - Vol. 28 : Numéro 28, 2014.  (ISBN 978-2-365-77468-0)
  - Vol. 29 : Numéro 29, 2014.  (ISBN 978-2-365-77469-7)
  - Vol. 30 : Une nouvelle ère pour les Green Lantern, 2014.  (ISBN 978-2-365-77607-3)
  - Vol. 31 : Soulèvement, 2015.  (ISBN 978-2-365-77607-3)
  - Vol. 32 : Godhead – Première partie !, 2015.  (ISBN 978-2-365-77472-7)
  - Vol. 33 : Godhead – Deuxième partie !, 2015.  (ISBN 978-2-365-77793-3)
  - Vol. 34 : Godhead – Conclusion, 2015.  (ISBN 978-2-365-77765-0)
- Geoff Johns : Green Lantern (DC Renaissance), éditions Urban Comics, 2012-2015
  - Vol. 1 : Sinestro, 2012.  (ISBN 978-2-365-77044-6)
  - Vol. 2 : La Vengeance de Black Hand, 2013.  (ISBN 978-2-365-77214-3)
  - Vol. 3 : La Troisième Armée, 2014.  (ISBN 978-2-365-77538-0)
  - Vol. 4 : Le Premier Lantern, 2015.  (ISBN 978-2-365-77617-2)
- Warren Ellis et Facundo Percio : Anna Mercury, éditions Glénat, 2012
  - Vol. 1 : Sur le fil du rasoir, 2012.  (ISBN 978-2-7234-8826-6)
- Gary Spencer Millidge : Alan Moore. Une biographie illustrée, éditions Muninn & Huginn, 2011  (ISBN 978-2364800045)
- Stan Lee, Chris Roberson, Khary Randolph : Starborn, Emmanuel Proust éditions, 2011
  - Vol. 1 : 2011.  (ISBN 978-2848103341)
  - Vol. 2 : 2011.  (ISBN 978-2848103600)
- Robert Kirkman et Bruce Brown : Brit, éditions Delcourt, 2011-2013
  - Vol. 1 : Baroudeur, 2011.  (ISBN 978-2-7560-2704-3)
  - Vol. 2 : Déserteur, 2012.  (ISBN 978-2-7560-2915-3)
  - Vol. 3 : Gueule cassée, 2013.  (ISBN 978-2-7560-3945-9)
- Holly Black et Ted Naifeh : Le Cercle, éditions Milady graphics, 2011
  - Vol. 1 : Les Liens du sang, 2011.  (ISBN 978-2811205294)
- Steve Moore et Chris Bolson : Hercule. Editions HiComics, 2011
  - Vol. 2 : Les Dagues de Koush, 2011.  (ISBN 978-2811204754)
- Robert Kirkman et Jason Howard : Wolf-Man, éditions Glénat, 2010-2012
  - Vol. 1 : 2010.  (ISBN 978-2-9534294-3-5)
  - Vol. 2 : 2012.  (ISBN 978-2-7234-8831-0)
  - Vol. 3 : 2012.  (ISBN 978-2-7234-8871-6)
  - Vol. 4 : 2012.  (ISBN 978-2-7234-9099-3)
- Coll. : DC comics : les super-héros s'affichent, co-trad. Cédric Perdereau, editions Huginn & Muninn, 2010  (ISBN 978-2-918978-15-2)
- Jay Faerber et Mahmud A. Asrar : Dynamo 5, éditions Merluche, 2010  (ISBN 978-2953429428)
- Junichi Sugamoto : Le Dessin de manga, éditions Eyrolles, 2008
  - Vol. 16 : Créer un manga : toutes les étapes, 2008.  (ISBN 978-2-212-12303-6)
- Peter Sanderson : L'Encyclopédie X-Men, éditions Hurtubise Inc., 2008  (ISBN 978-2351003664)
- Robert Kirkman : Walking Dead, éditions Delcourt, coll. Contrebande, 2007-
  - Vol. 1 : Passé décomposé, 2007.  (ISBN 978-2756009124)
  - Vol. 2 : Cette vie derrière nous, 2007.  (ISBN 978-2756009728)
  - Vol. 3 : Sains et saufs ?, 2007.  (ISBN 978-2756012834)
  - Vol. 4 : Amour et Mort, 2008.  (ISBN 978-2756013336)
  - Vol. 5 : Monstrueux, 2008.  (ISBN 978-2756014685)
  - Vol. 6 : Vengeance, 2008.  (ISBN 978-2756014692)
  - Vol. 7 : Dans l'œil du cyclone, 2009.  (ISBN 978-2756017235)
  - Vol. 8 : Une vie de souffrance, 2009.  (ISBN 978-2756017242)
  - Vol. 9 : Ceux qui restent, 2009.  (ISBN 978-2756017259)
  - Vol. 10 : Vers quel avenir ?, 2010.  (ISBN 978-2756021096)
  - Vol. 11 : Les Chasseurs, 2010.  (ISBN 978-2756021102)
  - Vol. 12 : Un monde parfait, 2010.  (ISBN 978-2756021119)
  - Vol. 13 : Point de non-retour, 2011.  (ISBN 978-2756025056)
  - Vol. 14 : Piégés !, 2011.  (ISBN 978-2756025063)
  - Vol. 15 : Deuil & espoir, 2012.  (ISBN 978-2756028729)
  - Vol. 16 : Un vaste monde, 2012.  (ISBN 978-2756028736)
  - Vol. 17 : Terrifiant, 2013.  (ISBN 978-2756037981)
  - Vol. 18 : Lucille..., 2013.  (ISBN 978-2756039572)
  - Vol. 19 : Ezéchiel, 2014.  (ISBN 978-2756051505)
  - Vol. 20 : Sur le sentier de la guerre, 2014.  (ISBN 978-2756051512)
  - Vol. 21 : Guerre totale, 2014.  (ISBN 978-2756062785)
  - Vol. 22 : Une autre vie, janvier 2015.  (ISBN 978-2756066363)
  - Vol. 23 : Murmures, septembre 2015.  (ISBN 978-2756069883)
  - Vol. 24 : Opportunités, novembre 2015.  (ISBN 978-2756075822)
  - Vol. 25 : Sang pour sang, mars 2016.  (ISBN 978-2756077031)
  - Vol. 26 : L’appel aux armes, 2016.  (ISBN 978-2756077048)
  - Vol. 27 : Les Chuchoteurs, 2017.  (ISBN 978-2756093482)
  - Vol. 28 : Vainqueurs, 2017.  (ISBN 978-2756093499)
  - Vol. 29 : La ligne blanche, 2018.  (ISBN 978-2756093505)
  - Vol. 30 : Nouvel Ordre Mondial !, 2018.  (ISBN 978-2756093512)
  - Vol. 31 : Pourri jusqu’à l’os, 2019.  (ISBN 978-2413015529)
- Tom DeFalco : Hulk. L'encyclopédie du Titan Vert, éditions Semic, Marvel, 2007.  (ISBN 978-2351003725)
- Robert Kirkman : Walking Dead, éditions Semic, 2007
  - Vol. 1 : La mort en marche, 2007.  (ISBN 978-2848571263)
- Jimmy Palmiotti et Phil Noto : Beautiful killer : l'exécutrice magnifique, éditions Bamboo, 2007.  (ISBN 978-2350782171)
- Robert Kirkman, E-J Su : Tech Jacket, éditions Bamboo, 2006-2017
  - Vol. 1 : L’armure des étoiles, 2006.  (ISBN 978-2350780597)
- Mark Sable, Paul Azaceta : Grounded, éditions Bamboo, 2006
  - Vol. 1 : Tombé du nid, 2006.  (ISBN 978-2350780993)
- Robert Kirkman : Invincible, éditions Delcourt, 2005-2018
  - Vol. 1 : Affaires de famille, 2005.  (ISBN 978-2756053370)
  - Vol. 2 : Au nom du père, 2006.  (ISBN 978-2756001357)
  - Vol. 3 : La Relève, 2006.  (ISBN 978-2756006215)
  - Vol. 4 : Super-héros un jour..., 2010.  (ISBN 978-2756022741)
  - Vol. 5 : Un autre monde, 2011.  (ISBN 978-2756024998)
  - Vol. 6 : Ménage à trois, 2011.  (ISBN 978-2756027531)
  - Vol. 7 : Mars attaque !, 2012.  (ISBN 978-2756028972)
  - Vol. 8 : Loin de ce monde, 2012.  (ISBN 978-2756032511)
  - Vol. 9 : Changement de rythme !, 2013.  (ISBN 978-2756039466)
  - Vol. 10 : Happy Days, 2013.  (ISBN 978-2756039527)
  - Vol. 11 : Toujours invaincu, 2013.  (ISBN 978-2756039534)
  - Vol. 12 : Le Calme avant la tempête, 2014.  (ISBN 978-2756053998)
  - Vol. 13 : Prélude à la guerre, 2014.  (ISBN 978-2756062891)
  - Vol. 14 : La Guerre viltrumite, 2014.  (ISBN 978-2756062907)
  - Vol. 15 : Petit malin, 2015.  (ISBN 978-2756069845)
  - Vol. 16 : Histoires de famille, 2015.  (ISBN 978-2756069852)
  - Vol. 17 : Nouvelle donne, 2016.  (ISBN 978-2756076805)
  - Vol. 18 : Hécatombe, 2016.  (ISBN 978-2756080598)
  - Vol. 19 : État de siège, 2016.  (ISBN 978-2756080963)
  - Vol. 20 : Amis et Alliés, 2017.  (ISBN 978-2756081090)
  - Vol. 21 : Une famille moderne, 2017.  (ISBN 978-2756093208)
  - Vol. 22 : Reboot ?, 2018.  (ISBN 978-2756095059)
  - Vol. 23 : Futur décomposé, 2018.  (ISBN 978-2413007067)
- Collectif : Top Comics, éditions Delcourt, 2005-2006
  - Hugh Sterbakov : Vol. 6 : Hunter Killer, V.I.C.E & Freshmen, 2006.
  - Ron Marz, Hugh Sterbakov : Vol. 7A : V.I.C.E, Freshmen & Wicthblade, 2006
- Jeph Loeb et Ed McGuinness : Superman-Batman, éditions Semic, 2005  (ISBN 2-84857-123-3)
- Bob Kane : Batman 1939-1941, éditions Semic, 2005  (ISBN 978-2848570433)
- Jerry Siegel et Joe Shuster : Superman 1939-1940, éditions Semic, 2005  (ISBN 2848570644)
- Dan Jurgens : Superman. Jour de deuil, éditions Semic, 2004  (ISBN 978-2848570914)
- Ron Marz, Greg Land, Stuart : Sojourn, éditions Semic, 2004
  - Vol. 1 : 2004.  (ISBN 978-2848570808)
  - Vol. 2: 2004.  (ISBN 978-2848570907)
- Geoff Johns et Scott Kolins : Flash, Vol. 1, éditions Semic, 2004  (ISBN 978-2848570525)
- Dan Jurgens : Heure zéro. Crise temporelle, éditions Semic, 2004  (ISBN 978-2848570884)
- Jeph Loeb et Jim Lee : Batman : silence, éditions Semic, 2004-2005
  - Vol. 1, 2004.  (ISBN 978-2848570839)
  - Vol. 2, 2004.  (ISBN 978-2848571072)
  - Vol. 3, 2005.  (ISBN 978-2848571249)
- Doug Moench et Tony Wong : Batman Hong Kong, éditions Semic, Semic manga, 2004  (ISBN 2848570717)
- Scott Beatty et Roger Stewart : Wonder Woman, l'encyclopédie de la Princesse Amazone, éditions Semic, 2004  (ISBN 978-2848570525)
- Paul Dini, Nelson Alexander Ross, JLA Nouvel ordre mondial : Justice et liberté, éditions Semic, 2004  (ISBN 978-2848570655)
- Ron Marz et Bart Sears : La Voie du samouraï, éditions Semic, 2003-2004
  - Vol. 1 : La Lame et le Vent, 2003.  (ISBN 978-2848570389)
  - Vol. 2 : Du sang dans la neige, 2004.  (ISBN 978-2848570587)
  - Vol. 3 : Le Crépuscule du guerrier, 2004.  (ISBN 978-2848571027)
- Tom DeFalco : Spider-Man, éditions Hurtubise Inc., 2002
- Joe Kubert : Abraham Stone, éditions Génat, 1992-2015
  - Vol. 1 : Rat des villes, 1992.  (ISBN 2-87695-166-5)
  - INT : Trilogie Abraham Stone, 2015.  (ISBN 978-2-9548771-9-8)
- Privilège Semic, 1990-2003
  - Dan Jurgens : Vol. 19 : La mort de Superman, 2002.  (ISBN 2-914082-75-4)